# Jennifer Shahade

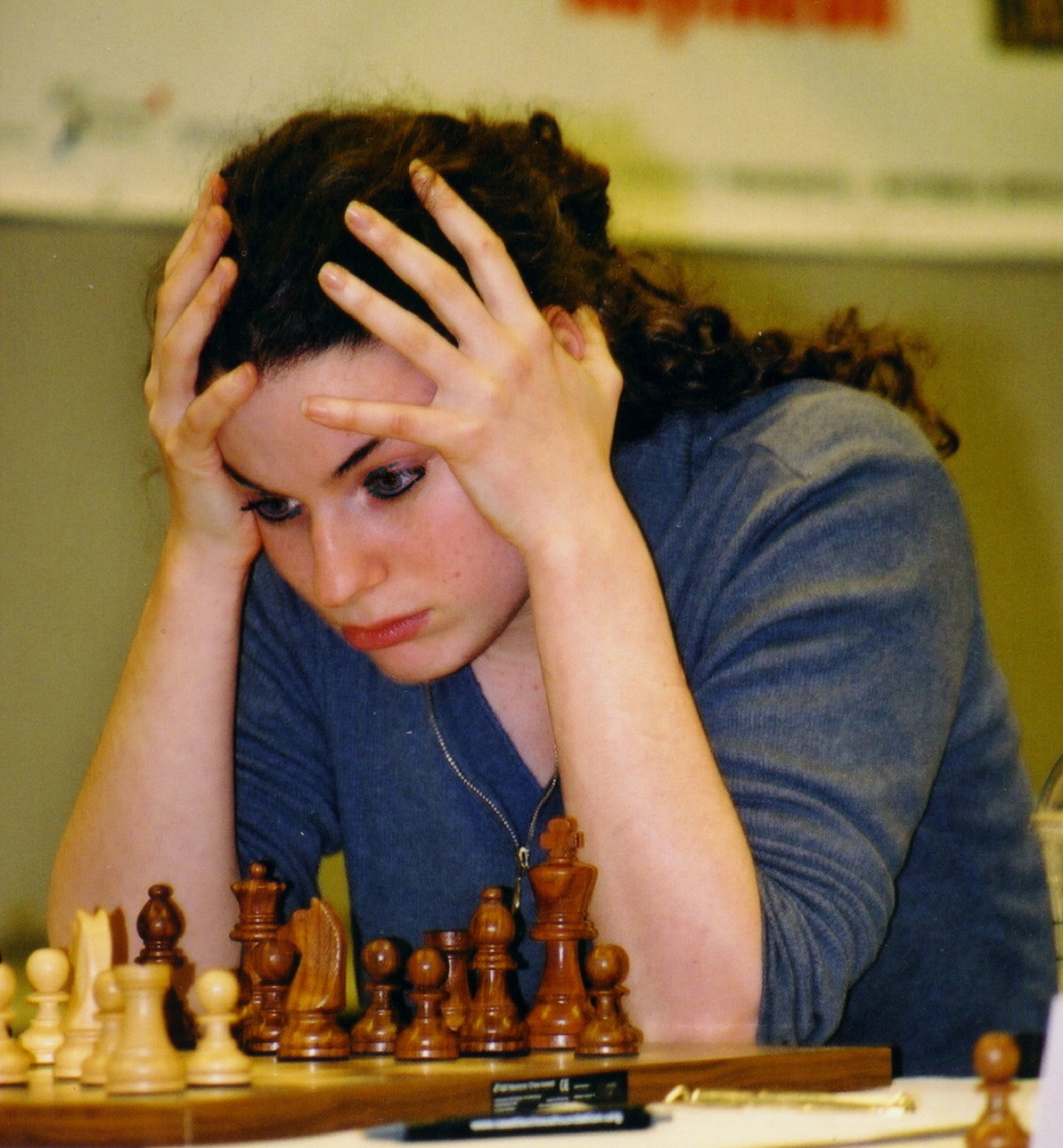
Jennifer Shahade, 2002

Jennifer Shahade (Philadelphia (Pennsylvania), 31 december 1980) is een Amerikaanse schaakster, pokerspeelster, commentator en schrijfster. Ze is sinds 2005 een grootmeester bij de dames (WGM). Ze leerde schaken van haar vader toen ze zes jaar oud was en is nu beroepsschaker met de bijnaam Super Jen.
In 2002 en in 2004 werd ze kampioen van de VS bij de dames.
Ze is directeur van het vrouwenprogramma bij US Chess, MindSports Ambassadeur voor PokerStars en een bestuurslid van de World Chess Hall of Fame in Saint Louis.

## Gezin
Shahade werd geboren in Philadelphia, Pennsylvania. Ze is de dochter van FIDE Meester Mike Shahade en Sally Solomon, hoogleraar scheikunde aan de Drexel Universiteit in Philadelphia en auteur. Haar vader is een uit Libanon afkomstige christen en haar moeder is joods. Haar oudere broer, Greg Shahade, is een Internationaal Meester.

## Carrière

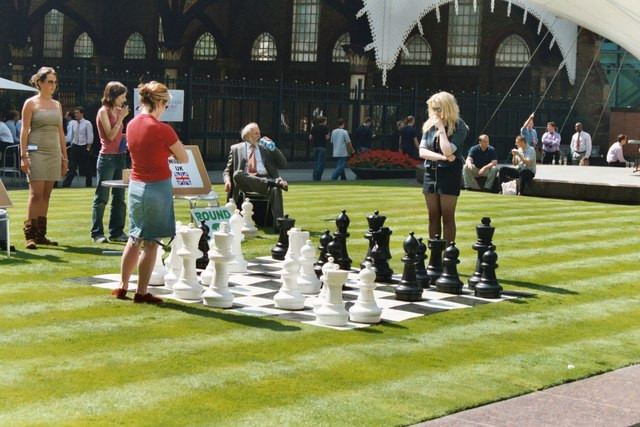
Openluchtschaak op 20 augustus 2003 in het Broadgate Centre in Londen. Shahade speelt met wit tegen de Britse Alexandra Wilson.

In 1998 werd ze de eerste vrouwelijke winnaar van het VS Junior Open.
In 2002 won ze vrouwenschaakkampioenschap van de VS, gehouden in Seattle, Washington. Een jaar later behaalde ze op hetzelfde kampioenschap haar tweede norm voor de titel "Internationaal Meester", en in 2004 won ze voor de tweede keer het vrouwenschaakkampioenschap van de VS. In 2004 nam ze met het vrouwenteam van de VS deel aan de 36e Schaakolympiade in Calvià; het team eindigde op de tweede plaats.
Shahade woont in Philadelphia en behaalde aan de New York University een graad in internationale literatuur. Ze schreef voor de Los Angeles Times, de New York Times, Chess Life, New In Chess en Games Magazine. Haar eerste boek, Chess Bitch: Women in the Ultimate Intellectual Sport (Siles Press, ISBN 1-890085-09-X) werd gepubliceerd in oktober 2005.
Shahade was hoofdredacteur van de website van de United States Chess Federation.
In 2007 was Shahade mede-oprichter van een non-profit instelling, genaamd 9 Queens.
Shahade speelt ook poker. In 2014 werd ze de MindSports ambassadeur voor PokerStars. On 9 december 2014 won ze het eerste TonyBet Open Face Chinese Poker Live wereldkampioenschap, inclusief een bedrag van € 100,000. Ze was coach voor de training-website Run It Once.
Shahade produceert samen met haar man Daniel Meirom de poker podcast "the GRID". In 2019 won "the GRID" de Global Poker Award voor podcast van het jaar. Ook organiseert ze de schaak-podcast Ladies Knight.
Shahade is bestuurslid van de World Chess Hall of Fame, en leidt het US Chess vrouwenprogramma, dat schaken bekendmaakt bij duizenden meisjes over de hele VS.

## Boeken
- Shahade, Jennifer (2005). Chess Bitch: Women in the Ultimate Intellectual Sport. Siles Press. ISBN 1-890085-09-X.
- Shahade, Jennifer (2011). Play Like a Girl!. Mongoose Press. ISBN 978-1-936277-03-2.